# Умудова, Наргиз Мамедага кызы
Наргиз Мамедага кызы Умудова (азерб. Nərgiz Məmmədağa qızı Umudova; род. 20 июня 1989, Баку, СССР) — азербайджанская шахматистка, гроссмейстер (2015) среди женщин. В составе женской сборной Азербайджана участница четырёх шахматных олимпиад ФИДЕ (2006—2012).

## Биография
В 2006 году выполнила первую норму международного мастера среди женщин. В 2015 году стала женским гроссмейстером.

## Рейтинг
На апрель 2009 года Умудова имеет рейтинг 2224 и занимает 379-е место в рейтинг-листе активных шахматисток ФИДЕ. В европейском рейтинг-листе активных шахматисток занимает 302 место, в национальном рейтинге на 5 месте.

## Личная жизнь
В 2016 году вышла замуж за Твана Бюрга, нидерландского гроссмейстера.

## Изменения рейтинга
| Графики недоступны из-за технических проблем. См. информацию на Фабрикаторе и на mediawiki.org. |